# Velho Chico
Velho Chico (en español: Viejo Río) es una telenovela brasileña producida y exhibida por la TV Globo en el horario de las 21 horas desde 14 de marzo de 2016, sustituyendo A Regra do Jogo. Es la 10.ª "novela de las nueve" exhibida por la emisora. Creada por Benedito Ruy Barbosa y Edmara Barbosa, es escrita por Edmara y Bruno Luperi, bajo supervisión de Benedito, con la colaboración de Luis Alberto de Abreu; dirección de Carlos Araújo, Gustavo Fernández, Antônio Karnewale, Philipe Barcinski y Luiz Fernando Carvalho, también director artístico.
Cuenta con las participaciones de Domingos Montagner y Camila Pitanga como protagonistas, Lucy Alves y Marcelo Serrado son los antagonistas.

## Producción
En 2009, Benedito Ruy Barbosa entregó a la dirección de la Globo la sinopsis de una trama sobre el río São Francisco; sin embargo en 2012, después de una evaluación de la emisora, la historia fue engavetada por ser considerada demasiado política. Benedito esperaba que la historia se emitiera al año siguiente, en 2013, en el horario de las 21 horas. Sin embargo, el proyecto fue aprobado recién para 2015, pero para ser emitido a las 18 horas, luego de finalizar Êta Mundo Bom! (¡Qué vida buena!).
Rogério Gomes fue anunciado para dirigir la trama, pero a pedido del autor y debido al éxito de la reprise de  O Rei do Gado (El rey del ganado), el director de esa telenovela, Luiz Fernando Carvalho, fue invitado para la dirección, aunque fue orientado a no usar una estética tan osada como en Hoje É Dia de Maria (2005), miniserie de lenguaje innovador. 
Debido a los temas controversiales abordados por las telenovelas hasta entonces ya aprobadas o exhibidas y ante la imposibilidad de abordar, en un año electoral, temáticas políticas que tocaba el proyecto Sagrada familia, esta trama fue reemplazada por Velho Chico, que fue programada para ser emitida a las 21 horas, luego del último capítulo de A Regra do Jogo  (Reglas del juego) . Una vez finalizada Velho Chico, Sagrada Familia fue emitida a las 21 horas, con el título de A Lei do Amor (Sombras del ayer).
Dividida en dos fases, tuvo dirección de fotografía de Alexandre Fructuoso y vestuario de Thanara Schonardie.
El proceso creativo del equipo técnico y los actores duró sólo tres meses y tuvo lugar en TVliê, espacio colaborativo de creación de Luiz Fernando Carvalho, conocido como El Galpón, que funcionó entre 2013 y 2017, en Projac (Proyecto Jacarepaguá), ahora denominado Estudios Globo.

### Selección del elenco
La selección del elenco tuvo como base una amplia  búsqueda de actores del Noreste brasileño y marcó el debut en novelas de Lucy Alves, Renato Góes, Marina Nery, Barbara Reis, Diyo Coelho, Xanghai , Verónica Cavalcanti, Lee Taylor , Zezita de Matos, Mariene de Castro, Yara Charry, Raiza Alcântara, Lucas Veloso, Sueli Bispo y del comediante Batoré.
Eriberto Leão fue seleccionado inicialmente para el papel protagónico, era la primera opción de Benedito Ruy Barbosa, pero como el actor estaba grabando Êta Mundo Bom!, telenovela que se estaba emitiendo a las 18 horas, Eriberto fue sustituido por Rodrigo Santoro en la 1ª fase de la historia, marcando su retorno a la dramaturgia de la Rede Globo.

Ruy Barbosa quería a una actriz española para el papel de Iolanda, pero debido a la gran importancia del personaje dentro de la historia, la actriz brasileña Ana Paula Arósio fue invitada para el papel, pero las negociaciones con la emisora no avanzaron. Con el no de Arósio, Maria Fernanda Cândido fue invitada para interpretar el personaje, pero también rechazó el papel. Posteriormente fueron invitadas para interpretar al personaje las actrices Carol Castro (primera fase) y Christiane Torloni (segunda fase). Letícia Sabatella había aceptado  interpretar el rol de Maria Tereza, pero debido a compromisos con teatro y cine, Camila Pitanga asumió el papel.
Tarcisio Meira, en sólo dos capítulos, tuvo una notable actuación así como la actriz Selma Egrei, quien participó en las dos fases de la novela.

### Ambientación, escenografía y vestuario
Aunque la novela está ambientada en Bahía, varias escenas iniciales fueron grabadas en locaciones del Nordeste brasileño como Baraúna, en Río Grande del Norte; además del distrito de Poblado Caboclo y Ojo d'Agua del Casado en Alagoas. Las tomas aéreas que representan a las ciudad ficticia de la trama son de otro municipio alagoano, Piranhas. 
En el estado donde transcurre la novela, Bahía, un caserón de la Isla de Cajaíba, en Son Francisco del Conde, el municipio de Cascada y el Raso de Catarina fueron usados como locaciones. En total, cerca de 562 escenas fueron grabadas en locaciones nordestinas, donde el elenco estuvo conformado -entre un  60 y 70%- por actores y actrices de la región.
La escenografía fue hecha con piezas reutilizadas, provenidas de objetos reciclados, como lámparas incandescentes utilizadas en reflectores antiguos.
El vestuario de la primera fase fue compuesto por ropas reales de habitantes de las locaciones de grabación, a través del canje de prendas nuevas por ropas usadas de los pobladores.
Las prendas recolectadas pasaron por un proceso de decoloración, teñido y envejecimiento, el vestuario de los personajes sertanejos (del sertaõ brasileño) en tonos pasteles, y los de Salvador (capital del Estado de Bahía) en colores inspirados en la Tropicália Tropicália, (movimiento artístico brasileño de intención renovadora, desarrollado a finales de los años 1960).

## Sinopsis
Definida por el director como una saga familiar shakespeariana, que cuenta una historia de amor envuelta en crítica social, la trama se inicia a finales de los años 1960, cuando Afrânio, hijo del poderoso Coronel Jacinto, es obligado a volver de Salvador a la ficticia localidad de Grutas de San Francisco, para asumir el lugar que dejó su padre, quien comandaba la política y la economía local.
Afrânio está apasionado por Iolanda, una atrayente cantante de origen español, pero obligado por su madre Encarnación, que aún sufre por la pérdida de su hijo mayor ahogado en las aguas del río San Francisco, Afrânio parte en un viaje para reafirmar alianzas que su padre mantenía en la región. En su recorrido, conoce a Leonor, quien acaba encendiendo su pasión. Cuando Afrânio se  involucra cada vez más con Leonor, el padre de la joven les obliga a casarse. 
Leonor es recibida con desprecio por Encarnación, por provenir de la clase baja o sea, inadecuada para ser esposa de su hijo Afrânio, ahora Coronel Saruê. Cuando Maria Tereza nace, Encarnación afirma que Leonor no sirve ni para tener un hijo varón.
Rival de la familia Sá Ribeiro, ya que el Coronel Jacinto ambicionaba sus tierras, el Capitán Ernesto Rosa, hombre justo casado con Eulália pero sin hijos, adopta a una beba abandonada en medio de la plantación de algodón, a quien llaman Lucía. En la misma época, acogen a una pareja de campesinos que emigraron debido a la sequía y la pobreza, Belmiro y Piedad, padres de Bento y Santo. Con el paso del tiempo, nace en Lucía una pasión por Santo, quien ni siquiera desconfía de los sentimientos de su hermana de crianza.
En una procesión de San Francisco de Assis, por las aguas del viejo río, los caminos de Maria Tereza y Santo se cruzan. Pero es descubierto el amor de este hijo de inmigrantes campesinos con la hija del Coronel Sarué y Maria Tereza es enviada a un internado de la ciudad de Salvador.
Las cartas, donde María Teresa revela a su amado que está embarazada, son interceptadas por Lucía, quien aún está enamorada de Santo. Cuando nace Miguel, fruto del amor prohibido entre Santo y Maria Tereza, muere su abuelo paterno, Belmiro, asesinado por Cícero, empleado del Coronel Sarué, su abuelo materno. 
Luego del nacimiento de su hijo, Maria Tereza vuelve a la hacienda de su padre, donde termina casándose con el joven diputado Carlos Eduardo. Pero ella aún espera reencontrarse, algún día, con el gran amor de su vida.

## Elenco

### Primera fase
| Actor/Actriz        | Personaje                             |
| ------------------- | ------------------------------------- |
| Renato Góes         | Santo de los Ángeles                  |
| Julia Dalavia       | Maria Tereza de Sá Ribeiro            |
| Rodrigo Santoro     | Afrânio de Sá Ribeiro (Coronel Saruê) |
| Carol Castro        | Iolanda de Sá Ribeiro                 |
| Selma Egrei         | Encarnação de Sá Ribeiro              |
| Rodrigo Lombardi    | Capitán Ernesto Rosa                  |
| Fabiula Nacimiento  | Eulália Rosa                          |
| Chico Díaz          | Belmiro de los Ángeles                |
| Cyria Coentro       | Piedad de los Ángeles                 |
| Larissa Góes        | Lucía Rosa                            |
| Pablo Morales       | Cícero                                |
| Marina Nery         | Leonor de Sá Ribeiro                  |
| Júlio Hacha         | Clemente                              |
| Bárbara Reyes       | Doninha                               |
| Diyo Conejo         | Bento de los Ángeles                  |
| Tarcísio Meira      | Jacinto de Sá Ribeiro (Coronel Saruê) |
| Rafael Vitti        | Carlos Eduardo Vidigal                |
| Davi Caetano        | Martim de Sá Ribeiro                  |
| Umberto Magnani     | Padre Romão                           |
| Leopoldo Pacheco    | Dr. Emilio                            |
| Gésio Amadeu        | Chico Criatura                        |
| Maciel Melo         | Egídio                                |
| Xangai              | Avelino                               |
| Batoré              | Delegado Acelino                      |
| Chico de Assis      | Coronel Salgado                       |
| Carlos Cemento      | Aracaçu                               |
| Verônica Cavalcanti | Zilu                                  |
| Fernando Teixeira   | Coronel Floriano                      |
| Dadá Venceslau      | Coronel Benedito                      |
| Fernando Carvalho   | Silvino                               |
| Bertrand Duarte     | Coronel Osório                        |
| Denise Corrêia      | Neusa                                 |
| Adriana Gabriela    | Marta                                 |
| Thassia Cavalcanti  | Matilde                               |
| Isabella Aguiar     | Maria Tereza de Sá Ribeiro (niño)     |
| Rogerinho Costa     | Santo de los Ángeles (niño)           |
| Lucca Fontoura      | Cícero (niño)                         |
| Carla Fabiana       | Lucía Rosa (niño)                     |
| Vitor Aleixo        | Bento de los Ángeles (niño)           |

### Segunda fase
| Actor/Actriz       | Personaje                             |
| ------------------ | ------------------------------------- |
| Camila Pitanga     | Maria Tereza de Sá Ribeiro Vidigal    |
| Domingos Montagner | Santo de los Ángeles                  |
| Lucy Alves         | Lucía Rosa de los Ángeles             |
| Marcelo Serrado    | Carlos Eduardo Vidigal                |
| Antônio Fagundes   | Afrânio de Sá Ribeiro (Coronel Saruê) |
| Christiane Torloni | Iolanda de Sá Ribeiro                 |
| Selma Egrei        | Encarnação de Sá Ribeiro              |
| Irandhir Santos    | Bento de los Ángeles                  |
| Dira Paes          | Beatriz                               |
| Marcos Palmeira    | Cícero                                |
| Mariene de Castro  | Dalva                                 |
| Giullia Buscacio   | Olívia Rosa de los Ángeles            |
| Gabriel Leone      | Miguel de Sá Ribeiro Vidigal          |
| Lee Taylor         | Martim de Sá Ribeiro                  |
| Zezita de Matos    | Piedad de los Ángeles                 |
| Suely Obispo       | Doninha                               |
| Umberto Magnani    | Padre Romão                           |
| Lucas Veloso       | Lucas                                 |
| Maciel Melo        | Egídio                                |
| Xangai             | Avelino                               |
| Saulo Naranjo      | Alcalde Raimundo                      |
| José Dumont        | Zé Pirangueiro                        |
| Marcélia Cartaxo   | Zefa                                  |
| Raysa Alcântara    | Isabel Rosa de los Ángeles            |
| Alli Willow        | Camili                                |
| Luci Pereira       | Ceci                                  |
| Evana Jeyssan      | Wanda                                 |
| Victor Broz        | Calú                                  |
| Eugênio Etore      | Severo                                |
| Adriana Gabriela   | Marta                                 |
| Antônio Carlos Feo | Tenório                               |
| Flávio Roca        | Ednaldo                               |

## Repercusión

### Audiencia
El primer capítulo de Velho Chico  registró 35.4 puntos de índice de audiencia, consiguiendo la mayor audiencia de un estreno en el horario de las nueve desde Rastros de mentiras (2013). En su último capítulo la novela marcó 35,2 puntos. 
Velho Chico tuvo un índice mayor que la novela que le antecedió, A Regra do Jogo, que tuvo un promedio general de 28,4 puntos, Babilônia, el menor promedio de ese horario con 25,4 puntos, y también de la novela siguiente, A Lei do Amor, que terminó con un promedio de 27,1 puntos.
El 14 de enero de 2017, Velho Chico comenzó a ser transmitida por Globo Portugal en el horario de las 20h, llegando a liderar la audiencia de televisión paga en el último mes de su transmisión. El último capítulo fue emitido el 26 de mayo de 2017.
Motivada por su nominación para los premios Emmy Internacional de 2017, la Rede Globo decidió incluir esta producción en su catálogo de ventas para el exterior de Brasil, comercializada en el formato de superserie, en una versión de 60 episódios, como ya se hizo con otras novelas que se exportaron en formato de serie.
El protagonista, Domingos Montagner, murió ahogado en una pausa de las grabaciones de Velho Chico en el Rio São Francisco (Río Chico), dos semanas antes del fin del rodaje.
La versión compacta de esta producción finalizará con las últimas secuencias grabadas por el actor, cuando su personaje, Santo, tiene una conversación franca con el coronel Afrânio (Antonio Fagundes), que resulta en una tregua entre los dos, y con la celebración junto a su esposa, Maria Tereza (Camila Pitanga) y su hijo Miguel (Gabriel Leone), ante la recuperación del suelo heredado por el joven. La secuencia de la celebración fue justamente la última grabada por Montagner.
Inicialmente, la Globo no aprobaba la idea de incluir a Velho Chico en el catálogo de ventas para el exterior del Brasil, por considerar que la trama era “demasiado regional”. Pero con la nominación al Emmy, la situación cambió. Para el mercado hispano, la novela tiene el título de “Viejo Río”, y “Old River” para la versión en inglés. La emisora destaca la audiencia lograda por la trama (42 millones por día, en todo el Brasil), los bellos paisajes del Nordeste brasileño, el cuidado en la preparación de los actores y la calidad del texto, además de la escenografía y el arte que utilizan materiales reciclados.
Para el mercado internacional, Velho Chico se presentó del 16 al 18 de enero de 2018 en Miami (Estados Unidos), durante el Natpe (National Association of Television Program Executives), evento que reúne cada año a ejecutivos de diversas empresas y emisoras del mundo.